# جراحة الجهاز الهضمي
جراحة الجهاز الهضمي (بالإنجليزية: Digestive system surgery)‏ يمكن تقسمها إلى جراحة الجهاز الهضمي العلوي وجراحة الجهاز الهضمي السفلي.

## الأقسام

### الجهاز الهضمي العلوي
تشير جراحة الجهاز الهضمي العلوي، على ممارسة الجراحة التي تركز على الأجزاء العليا من الجهاز الهضمي، هناك العديد من العمليات ذات الصلة بالجهاز الهضمي العلوي التي يتم إجراؤها بشكل أفضل فقط من قبل أولئك الذين يحتفظون بممارسة مستمرة، بسبب تعقيدهم، وبالتالي، قد يتخصص الجراح العام في «الجهاز الهضمي العلوي» من خلال محاولة الحفاظ على تداول تلك المهارات.
سيكون لجراحي الجهاز الهضمي العلوي اهتمام في العمليات التالية، وربما يقومون بها بشكل حصري:
- إجراء ويبيل
- استئصال المريء
- استئصال الكبد

### الجهاز الهضمي السفلي
تشمل جراحة الجهاز الهضمي السفلي جراحة القولون والمستقيم وكذلك جراحة الأمعاء الدقيقة، أكاديميًا، يشير إلى تخصص فرعي للممارسة الطبية حيث يركز الجراح العام على الجهاز الهضمي السفلي.
في الولايات المتحدة، سيتعين على الطالب الذي يرغب في التخصص والممارسة في جراحة الجهاز الهضمي السفلي للبالغين اجتياز أربع سنوات من التعليم قبل الطبي الجامعي قبل التخرج والحصول على درجة البكالوريوس، ثم الانتهاء من أربع سنوات في كلية الطب، ثم الانتهاء من الدراسة في العادة الإقامة لمدة خمس سنوات في الجراحة العامة، ومن ثم إجراء الإقامة اللاحقة لمدة عام واحد (الحد الأدنى) في جراحة الأمعاء الدقيقة أو الأمعاء الغليظة (القولون، على وجه التحديد، الأعور، الزائدة الدودية، القولون الصاعد، القولون المستعرض، الثنيات الكبدية وثنيات الطحال، القولون النازل، والقولون السيني، وكذلك المستقيم والشرج)، الزمالة (في جراحة الأمعاء الدقيقة أو الأمعاء الغليظة، أو جراحة الجهاز الهضمي السفلي عند الأطفال وحديثي الولادة، أو في جراحة التشوهات الخلقية أو اضطرابات نادرة في الجهاز الهضمي السفلي، أو في جراحة الطوارئ أو في جراحة سرطان)، سوف تضيف ما يقرب من سنة إلى ثلاث سنوات أخرى.
قد يتخصص جراح الجهاز الهضمي السفلي في العمليات التالية:
- استئصال القولون
- عمليات استئصال منخفضة أو خفيفة جدًا لسرطان المستقيم.